# II. Al-Manszúr Ali egyiptomi szultán
II. Al-Manszúr Ali, trónra lépése előtt Alá ad-Dín Ali ibn al-Asraf Saabán (1370 k. – Egyiptom, Kairó, 1381 májusa) al-Asraf Saabán fia, az egyiptomi bahrí mamlúkok huszonnegyedik szultánja, egyben az 1382-ig uralkodó kalávúnida dinasztia tizenötödik tagja volt (uralkodott 1377 márciusától haláláig). Teljes titulusa al-Malik al-Manszúr, melynek jelentése: „az [Isten által] megsegített király”.
Körülbelül hétéves volt, amikor trónra lépett apja meggyilkolása után. Uralkodása alatt az apját megbuktató mamlúkok gyakorolták a hatalmat. Közülük az 1366-ig régensi feladatokat ellátó Jalbuga l-Umari két kliense emelkedett ki, akik egyike, az 1378-tól főparancsnoki (atábak al-aszákir) rangot viselő Barkúk 1380-ban leszámolt társával, és egymaga gyakorolta a hatalmat. Ali szultán 1381 májusában, körülbelül tizenegy esztendősen halt meg. A trónon hétéves öccse, asz-Szálih Háddzsi követte, akitől Barkúk rövidesen a szultáni címet is megszerezte.